# Majok Deng
Majok Machar Deng (Bor, 1º marzo 1993) è un cestista sudsudanese con cittadinanza australiana.